# Huta (uroczysko)
Huta (Huta Stara) – uroczysko-dawna miejscowość, nieistniejąca wieś w województwie świętokrzyskim w powiecie koneckim w gminie Gowarczów, nad rzeką Dziewiczką.

## Historia
Huta Stara to dawna wieś. W latach 1867–1954 należała do gminy Gowarczów w powiecie koneckim, początkowo w guberni kieleckiej, a od 1919 w woj. kieleckim. Tam 4 listopada 1933 utworzyła gromadę o nazwie Huta Stara w gminie Gowarczów. 1 kwietnia 1939 wraz z główną częścią powiatu koneckiego została włączona do woj. łódzkiego.
Podczas II wojny światowej włączony do Generalnego Gubernatorstwa (dystrykt radomski), nadal jako gromada w gminie Gowarczów (spisana już jako Huta), licząca w 1943 roku 230 mieszkańców. Po wojnie początkowo w województwie łódzkim, a od 6 lipca 1950 ponownie w województwa kieleckim, jako jedna z 25 gromad gminy Gowarczów w powiecie koneckim (spisana jako Huta).
Likwidacja Huty wiąże się z istniejący w okolicy od końca XIX wieku poligonu wojskowego Barycz. Na początku lat 1950. został on rozbudowany i wówczas z tych terenów wysiedlono mieszkańców wsi: Budki, Eugeniów, Gąsiorów, Gródek, Huta, Januchta, Józefów, Kacprów, Ludwinów, Stefanów, Wola Nosowa i Zapniów. Jednak już na przełomie lat 50. i 60. poligon zlikwidowano, a już 1 stycznia 1959 utworzono na tym terenie Nadleśnictwo Barycz, którego głównym celem było zalesienie ponad 4000 ha gruntów rolnych byłego poligonu.
Dzisiaj na terenie lasu w miejscu dawnych zabudowań znajdują się resztki fundamentów, a w miejscowości Brzeźnica krzyż i pamiątkowe tablice z 2005 roku. Tablica po lewej stronie poświęcona jest leśnikom i robotnikom leśnym pracującym tutaj w latach 1960–1975, natomiast tablica po prawej stronie mieszkańcom wsi, którzy mieszkali na tych terenach przed wysiedleniem.